# Обет
Обетът е тържествено обещание за поемане на някакво задължение, по религиозни подбуди.
Вярващите възприемат обета като лично обещание пред Бог. При схимата, православните монаси дават три обета – за послушание, нестяжение и целомъдрие. Всички, които са се облекли в монашески образ, са длъжни да спазват обетите, които са дали на Бога, за да станат наследници на онези блага, които Той им е обещал.